# ニュージョージア諸島

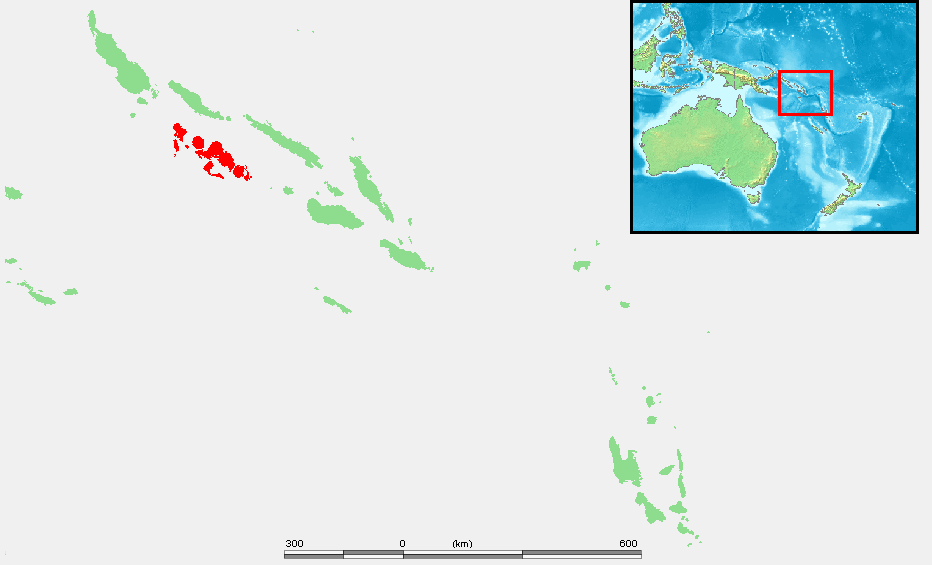
ニュージョージア諸島の位置

ニュージョージア諸島（ニュージョージアしょとう、New Georgia Islands）は、ソロモン諸島の西部州に属する諸島。

## 地理
ガダルカナル島の北西に位置しており、山が多く熱帯雨林に覆われている。主な島は、ニュージョージア島、ベララベラ島、コロンバンガラ島、ギゾ島、バングヌ島、レンドバ島、テテパレ島である。島々はサンゴ礁に囲まれており、世界最大の塩水ラグーンであるマロボ礁湖も存在する。
他の有名な場所として、後にアメリカ合衆国大統領となるジョン・F・ケネディが太平洋戦争中に3日間過ごしたケネディー島がある。いくつかの島々では太平洋戦争の戦闘の跡が残っている。
主要な都市はギゾ、ヌンダ及びノロである。主要産業は林業と漁業である。